# Aenictus ambiguus
Aenictus ambiguus es una especie de hormiga guerrera del género Aenictus, familia Formicidae. Fue descrita científicamente por Shuckard en 1840.
Se distribuye por Asia: India.